# John Hume
John Hume (Derry, 18 januari 1937 – aldaar, 3 augustus 2020) was een katholieke politicus uit Noord-Ierland. Hij was van 1979 tot 2001 de leider van de Social Democratic and Labour Party, de relatief gematigde vleugel van de Nationalisten in Noord-Ierland.

## Achtergrond
Hume werd geboren in het overwegend katholieke Derry. Na de middelbare school vervolgde hij zijn opleiding op het St. Patrick's College, Maynooth, een katholiek seminarie in Ierland en onderdeel van de National University of Ireland. Hij wilde priester worden, maar maakte die opleiding niet af.
Na zijn studie keerde hij terug naar Derry en ging werken als leraar. Hume raakte betrokken bij de burgerrechtenbeweging in de zestiger jaren. Als vertegenwoordiger van die beweging werd hij in 1969 gekozen tot onafhankelijk lid van het toenmalige parlement van Noord-Ierland. Hij was minister voor handel in het kortstondige samenwerkingskabinet van protestanten en katholieken. Die regering was een uitvloeisel van de overeenkomst van Sunningdale.
In 1983 werd Hume gekozen tot lid van het Britse parlement. Hij was medeoprichter van de Social Democratic and Labour Party en was daarvan de tweede leider.

## Vredesproces
Hume geldt als een van de voornaamste deelnemers in het Noord-Ierse vredesproces. Hoewel hij een overtuigde nationalist was, gold hij ook aan protestantse zijde als betrouwbaar. Na het mislukken van het Sunningdale-akkoord was Hume een van de stuwende krachten achter het proces dat leidde tot het Goede Vrijdag-akkoord in 1998.
In dat jaar ontving hij samen met de leider van de Ulster Unionistische partij David Trimble de Nobelprijs voor de vrede. In 2001 trad hij terug als partijleider. Hij stelde zich daarna ook niet meer herkiesbaar als lid van zowel het Britse als het Europese parlement.
Te zijner ere is in Derry een muurschildering aangebracht met daarop de portretten van John Hume, Martin Luther King, Moeder Theresa en Nelson Mandela.

## Onderscheidingen
- 1996: Four Freedoms Award voor vrijheid van meningsuiting
- 1998: Nobelprijs voor de vrede

1901: Dunant, Passy ·
1902: Ducommun, Gobat ·
1903: Cremer ·
1904: Institut de Droit International ·
1905: Von Suttner ·
1906: Roosevelt ·
1907: Moneta, Renault ·
1908: Arnoldson, Bajer ·
1909: Beernaert, Balluet d'Estournelles de Constant ·
1910: IPB ·
1911: Asser, Fried ·
1912: Root ·
1913: La Fontaine ·
1917: ICRC ·
1919: Wilson ·
1920: Bourgeois ·
1921: Branting, Lange ·
1922: Nansen ·
1925: Chamberlain, Dawes ·
1926: Briand, Stresemann ·
1927: Buisson, Quidde ·
1929: Kellogg ·
1930: Söderblom ·
1931: Addams, Butler ·
1933: Angell ·
1934: Henderson ·
1935: Von Ossietzky ·
1936: Lamas ·
1937: Cecil ·
1938: Office international Nansen pour les réfugiés ·
1944: ICRC ·
1945: Hull ·
1946: Balch, Mott ·
1947: Friends Service Council, American Friends Service Committee ·
1949: Orr ·
1950: Bunche ·
1951: Jouhaux ·
1952: Schweitzer ·
1953: Marshall ·
1954: Hoog Commissariaat voor de Vluchtelingen (UNHCR) ·
1957: Pearson ·
1958: Pire ·
1959: Noel-Baker ·
1960: Luthuli ·
1961: Hammarskjöld ·
1962: Pauling ·
1963: ICRC, IFRC ·
1964: King ·
1965: UNICEF ·
1968: Cassin ·
1969: Internationale Arbeidsorganisatie ·
1970: Borlaug ·
1971: Brandt ·
1973: Kissinger, Lê Đức Thọ ·
1974: MacBride, Satō ·
1975: Sacharov ·
1976: Williams, Corrigan ·
1977: Amnesty International ·
1978: Sadat, Begin ·
1979: Moeder Teresa ·
1980: Esquivel ·
1981: Hoog Commissariaat voor de Vluchtelingen (UNHCR) ·
1982: Myrdal, Robles ·
1983: Wałęsa ·
1984: Tutu ·
1985: IPPNW ·
1986: Wiesel ·
1987: Arias ·
1988: VN-vredesmacht ·
1989: Gyatso ·
1990: Gorbatsjov ·
1991: Suu Kyi ·
1992: Menchú ·
1993: Mandela, De Klerk ·
1994: Arafat, Peres, Rabin ·
1995: Rotblat, Pugwash Conferences on Science and World Affairs ·
1996: Ximenes Belo, Ramos-Horta ·
1997: ICBL, Williams ·
1998: Hume, Trimble ·
1999: AzG ·
2000: Dae-jung ·
2001: VN, Annan ·
2002: Carter ·
2003: Ebadi ·
2004: Maathai ·
2005: IAEA, El-Baradei ·
2006: Grameen Bank, Yunus ·
2007: Gore, IPCC ·
2008: Ahtisaari ·
2009: Obama ·
2010: Liu ·
2011: Johnson Sirleaf, Gbowee, Karman ·
2012: Europese Unie ·
2013: OPCW ·
2014: Satyarthi, Yousafzai ·
2015: Kwartet voor Nationale Dialoog in Tunesië ·
2016: Santos ·
2017: ICAN ·
2018: Mukwege, Murad Basee ·
2019: Ahmed ·
2020: Wereldvoedselprogramma ·
2021: Ressa, Moeratov ·
2022: Bjaljazki, Memorial, Centrum voor Burgerlijke Vrijheden ·
2023: Mohammadi ·
2024: Nihon Hidankyo